# TVB新聞台
TVB新聞台（英語：TVBN，英文全稱為）為香港電視廣播有限公司過往的一條新聞電視頻道，於2004年2月18日於無綫收費電視平台開始播放，由無綫新聞部製作，亦曾經是香港其中一條24小時新聞財經頻道。本頻道除了台徽、廣告之别，節目播放安排基本上與無綫新聞台無異。
本頻道的主要競爭對手為香港有線電視旗下的有線新聞台及now寬頻電視旗下的now新聞台。

## 節目內容
TVB新聞台節目內容基本上與無綫新聞台無異，一些分別如下：
- 每小時的整點前一分鐘會播放《眺望维港》。
- 無綫新聞台所播放的冠名贊助的節目在TVB新聞台播放時，不會在片頭顯示贊助商的名稱。
- 2018年起，TVB新聞台不會播放財經跑馬燈，而無綫新聞台仍播放。

TVB新聞台播放內容包括本地及國際新聞大事、新聞回顧、財經資訊、專題特輯等。無綫新聞部在北京及廣州等地設有新聞中心，而新聞報道中包括《中華掠影》等資訊時段。

## 合作伙伴
包括台灣無線衛星新聞台、加拿大新時代電視等。

## 歷史與發展
tvbN（其中文名稱為無綫新聞台）在2004年2月18日於收費電視平台exTV 銀河衛視（現稱無綫收費電視）推出。在2005年5月20日，配合銀河衛視改革為新電視，新聞頻道台徽改用中文名稱，即為無綫新聞台，英文名稱則略改為TVBN。在2006年3月1日，新電視再次更名為無綫收費電視，無綫新聞台改革整合為新「無綫八大收費電視頻道」作推廣，除了更改台徽外，還刪減其健康資訊節目《中西醫合壁》。2006年5月10日，無綫新聞台正式透過無綫收費電視使用第5/205頻道收看和now TV的無綫收費電視特選組合第805頻道播出。在互動新聞台開台前，無綫新聞台並沒有與其免費頻道翡翠台的新聞進行聯播，與同類頻道24小時亞視新聞台不同。
2008年11月11日上午11時起，互動新聞台啟播，該台聯播大部分無綫新聞台的節目，而無綫新聞台亦配合該台，開始聯播翡翠台及高清翡翠台的《香港早晨》、《午間新聞》、《六點半新聞報道》、《天氣報告》、《晚間新聞》、《七點新聞報道》（2009年8月17日至2012年3月9日）及《財經新聞》（2009年8月17日至2012年3月9日）。
2012年1月2日上午9時起，全面更換片頭，攝影棚置景不變，但色系改以橙配綠色為主。而在6月16日起，隨著互動新聞台將會改為高清廣播，原攝影棚需要改建，早晚播報新聞只間歇使用攝影棚右方的主播桌以及虛擬佈景，據個別主播在微博透露這是由於廠景裝修需時，所以需要暫時使用備用廠景。
2012年6月30日，互動新聞台正式改為高清制式播出，但仍以標清制式播出的無綫新聞台也會播出部分互動新聞台的新節目。
2012年倫敦奧運期間（7月28日至8月13日），由於報道奧運消息，該台和互動新聞台取消與翡翠台及高清翡翠台聯播常規新聞節目（《香港早晨》除外）。而在此期間該台亦不播財經節目、《講清講楚》及《時事多面睇》，改為播出該台製作的《新聞報道》、《晚間新聞》及《深宵新聞報道》報道奧運消息，但互動新聞台仍舊播出，而《檔案系列》、《新聞透視》、《財經透視》、《時事通識》及《新聞檔案》則不受影響。
2013年4月29日，該頻道將中文名稱的無綫新聞台更名為TVB新聞台，所有節目宣傳以TVB新聞台稱之。
2015年3月3日，TVB新聞台標清版本於無綫網絡電視、now寬頻電視均改以16:9制式傳送（高清版本早已開播）。
2015年12月6日底，《香港早晨》增設星期日版，惟只在互動新聞台及TVB新聞台播出。
因應高清翡翠台將於2016年2月22日起易名為J5台啟播，TVB新聞台於2016年1月起取消播放財經及資訊節目（不過《開市第一擊》仍會繼續播出），並全面與互動新聞台聯播。
2017年4月1日起，因應TVB交還收費電視牌照，在MyTV SUPER播放的無綫收費頻道台徽都有改動，原無綫收費電視圓形三色Logo被改為TVB商標，惟通過now TV以及TVB Anywhere播放的版本不變。
MyTV SUPER於2016年為香港觀眾提供OTT服務，並成為TVB播放收費頻道的新平台。然而當時於該平台播放的新聞頻道為互動新聞台（後來被易名為的無綫新聞台）。
過去，本台收視戶主要為前無綫網絡電視用户和海外收費電視用戶為主，雖然無綫網絡電視已交還香港收費電視牌照，但香港now TV仍會繼續播放並接受用户申請無綫網絡電視組合。
2019年1月16日香港時間午夜12時，TVB新聞台停播，而TVB Anywhere平台上的該頻道升級成為無綫新聞台。

## 播放節目
TVB新聞台的新聞報道每半小時一節，在每小時00及30分鐘開始播映。重點新聞報道包括每日06:00的《香港早晨》、12:00的《午間新聞》、平日19:30的《無綫7:30 一小時新聞》、23:00的《晚間新聞》及00:00、03:00的《深宵新聞報道》。財經節目包括工作天早上09:30的《開市第一擊》及10:05、15:25的《滬港快訊》。其他節目包括《中華掠影》，於星期一至五09:20、星期六、日13:20播映。
2011大運會期間星期一至六13:30-13:45、星期日14:30-14:45、每日19:30-19:45、22:30-22:45更加播出《2011世界大學生運動會》，報道賽事有關消息。
由2012年1月7日起，逢星期六09:30、20:30及翌日00:30播映《檔案系列》，由1月8日起逢星期日09:30、20:30及翌日00:30播映《新聞透視》，以及19:30、22:30及翌日01:30播映《財經透視》。2012年6月16日及17日開始《檔案系列》及《新聞透視》分別改為星期六及星期日09:30、12:30、21:30及翌日00:30播出。同年七月《檔案系列》及《新聞透視》由原09:30改為10:30播出，其餘重播時間不變，而《財經透視》星期日深夜01:30重播時段改為星期日深夜02:30播出。而2016年起取消播映《檔案系列》、《新聞透視》及《財經透視》。

## 節目列表

### 新聞及財經節目
- 《香港早晨》（Good Morning Hong Kong）：星期一06:00-09:00、星期二至六06:00-07:40、07:45-09:00。
- 《新聞報道》（News Report）：
  - 星期一至五港股交易日09:00-09:15、09:40-09:55、10:00-10:25、10:30-10:55、11:00-11:20/11:25、11:30-12:00、13:00-13:25、13:30-13:50、14:00-14:15、14:30-15:20、15:30-16:20、16:30-17:25、17:30-17:55、18:00-18:55、19:00-19:25/19:30、20:30-20:50、21:00-21:20、21:45-22:25、22:30-23:00；
  - 星期一至五公眾假期09:00-10:55、11:00-11:20/11:25、11:30-11:55、13:00-13:25、13:30-14:15、14:30-15:20、15:30-16:20、16:30-17:25、17:30-17:55、18:00-19:25/19:30、20:30-20:50、21:00-21:20、21:45-22:25、22:30-23:00；
  - 星期六、日09:00-09:25/09:30、10:00-10:20/10:25、11:00-11:25、11:30-12:00、13:00-13:15、13:30-14:15/14:30、14:30-14:50/14:55、15:00-15:20、15:30-16:25/16:30、16:30-16:55/17:00、17:00-17:15、17:30-17:55、18:00-19:15/19:20、20:30-20:50、21:00-21:25、21:30-21:55/22:00、22:00-23:00。
- 《開市第一擊》（Market Open）：港股交易日09:30-09:35。
- 《午間新聞》（Noon News）：星期一至五12:00-12:25、12:30-13:00及星期六、日12:00-12:55。
- 《深港滬快訊》：星期一至五港股交易日09:55、15:20。
- 《無綫7:30 一小時新聞》（One Hour News at 7:30）：星期一至日19:30-20:30。（myTV及無綫新聞網站「專題節目」分類提供網上重溫（页面存档备份，存于））
- 《財經多國度》（Global Watch）：美股交易日22:30《新聞報道》時段內22:40-22:45。（2013年3月15日及之前如當日美國實施夏令時間，則改於21:30-21:40播出，2008年11月11日至2015年12月31日逢美股交易日22:30-22:40播出）
- 《晚間新聞[[[Wikipedia:格式手册/链接#章節|錨點失效]]]》：星期一至日23:00-23:20、23:30-00:00。
- 《深宵新聞報道》（Overnight News）：星期二至六00:00-00:25/00:30、00:30-00:55、01:00-01:15、01:30-05:15、05:30-06:00、星期日及一00:00-01:20、01:30-01:55、02:00-03:55、04:00-05:20、05:30-06:00。

### 時事節目
- 《時事通識》（Behind the Headlines）：星期一至五港股交易日18:25首播，當日22:26、23:56，以及翌日11:56、13:26（星期五播映內容會改為在星期一重播）重播
（無綫新聞網站「專題節目」分類提供網上重溫（页面存档备份，存于））
- 《時事多面睇》（A Closer Look）：星期一至五21:30-21:40首播，翌日01:15-01:30、05:15-05:30及14:15-14:25重播
（myTV SUPER及無綫新聞網站「專題節目」分類提供網上重溫（页面存档备份，存于））
- 《中華掠影》（China News Wrap）：星期一至五09:20-09:30。
- 《寰宇掠影》（Global Snaps）：逢星期六、日15:50首播，當日17:20、19:20、20:50、23:20重播
（無綫新聞網站「新聞關注」分類提供網上重溫（页面存档备份，存于））

### 資訊節目
- 《新聞檔案》（News File）：星期一至五14:26、17:26、深夜00:25播出（myTV Super及無綫新聞網站「專題節目」分類提供網上重溫（页面存档备份，存于））
- 《環球新聞檔案》（International News File）：逢星期一至五10:55首播，當日15:25、20:55、翌日07:45重播（myTV Super及無綫新聞網站「專題節目」分類提供網上重溫（页面存档备份，存于））
- 《探古尋源》（HK Historical Sites）：第一輯於2015年6月7日至2015年11月29日期間逢星期日10:55首播，當日14:55、16:55、21:55重播；2015年12月6日起改為於《星期日香港早晨》時段內首播，其餘時間重播，直至2017年10月1日播出最後一集；第二輯於2018年5月20日起逢星期日10:25首播，當日14:55、16:55、18:55、22:55重播。（無綫新聞網站「新聞關注」分類提供網上重溫（页面存档备份，存于））
- 《睇新聞﹒講英文》（News Watch English）：逢星期一、三、五11:25首播，當日16:25、19:25、23:25重播；逢星期六16:25、19:25、23:20分別重播一週內容。（無綫新聞網站「專題節目」分類提供網上重溫（页面存档备份，存于））
- 《橋通港珠澳》（Bridging the Gap）：2018年9月10日至28日逢星期一至五10:30首播，當日12:30、15:30、15:20、18:20、21:15、深夜00:30重播；10月1日起逢星期一10:30首播，當日18:30及23:30重播。（無綫新聞網站「專題節目」分類提供網上重溫（页面存档备份，存于））
- 《港樓 . 講樓》：星期一至五12:25首播，當日16:20、20:25及23:20播出。
- 《屋企大翻新》（Home Deco）：星期一及三10:20首播，當日12:20、15:20、18:20、20:50、22:50、深夜00:15重播。（無綫新聞網站「專題節目」分類提供網上重溫（页面存档备份，存于））
- 《運動大本營》（Sportspedia）：逢星期日10:25首播，當日12:55、15:20、18:20、21:15、深夜00:20及05:55。（無綫新聞網站「專題節目」分類提供網上重溫（页面存档备份，存于））
- 《醫療系列》（Medical Series）：逢星期六10:25首播，當日12:55、15:20、18:20、21:15、深夜00:20及05:55。（無綫新聞網站「專題節目」分類提供網上重溫（页面存档备份，存于））
- 《武測天》（MObservatory）：逢星期二、四09:55首播，當日12:55、15:55、18:55、20:50、23:50及深夜01:55重播。（無綫新聞網站「專題節目」分類提供網上重溫（页面存档备份，存于））

### 天氣節目（页面存档备份，存于）
- 《天氣報告》（Weather Report）：每日11:55、14:50、17:55、20:20、21:25（無綫新聞網站「天氣報告」分類提供網上重溫）

### 已結束節目
- 《新聞精華》（News Wrap）：2008年11月11日至2009年1月30日，逢星期一至五23:00-23:05
- 《港股評述》（Market File）：2008年11月11日至2011年12月31日，星期一至五港股交易日16:30-16:45。
- 《時事百科》（Behind the News）：2010年9月13日至2011年12月30日，星期一至五港股交易日18:10首播，當日22:26、23:50重播，以及翌日11:56、13:26重播（星期五的內容會在下星期一重播）
- 《中國天氣預報[[[Wikipedia:格式手册/链接#章節|錨點失效]]]》：2012年6月30日至2014年1月5日，每日20:25-20:27
- 《無綫八點新聞》（Main News at 8）：2004年2月18日至2013年2月1日每日20:00-20:25、20:30-21:00，2013年2月2日至2014年1月5日逢星期一至五20:00-20:25、20:30-21:00、逢星期六、日20:00-20:25、20:30-20:50，2014年1月11日至26日逢星期六、日20:00-20:25
- 《財經檔案》（Finance File）：2014年3月3日至5月30日逢星期一至五07:55首播，當日10:55、15:25、22:55、深夜01:25重播，共65集
（myTV及無綫新聞網站「專題節目」分類提供網上重溫（页面存档备份，存于））
- 《中港一點通》（Financial Link）：2012年1月3日至2014年11月14日逢港股交易日13:00-13:10播出
- 《世界零距離》（Big Big World）：2013年12月2日至2014年1月3日逢星期一至五19:55首播，2014年1月6日至5月30日改為逢星期一至五20:55首播，另外2013年12月3日至2014年6月4日星期一至五08:55、13:25、15:55分別重播最近三集[註 1]，而星期六、日08:55、13:25、15:55、19:55/20:55、深夜03:25分別重播一週內容，共130集
（節目由Columbia專業戶外裝備呈獻，無綫新聞網站「專題節目」分類提供網上重溫（页面存档备份，存于），另特設「世界零距離」分類網頁（页面存档备份，存于）由三位隨團記者以網誌形式更新行蹤）
- 《周末主播室》（Weekend Chatroom）：2012年6月30日至2015年5月31日逢星期六、日10:50首播，當日14:50、16:50、21:50重播
（無綫新聞網站「新聞關注」分類提供網上重溫（页面存档备份，存于））
- 《世界零距離II》（Big Big World II）：2015年4月6日至10月4日逢星期一至五13:55首播，當日15:55、17:58、20:25重播，星期六、日06:25、15:55、17:58、20:25及深夜01:25重播一週內容。（myTV及無綫新聞網站「專題節目」分類提供網上重溫（页面存档备份，存于））
- 《滬港一點通》（SHHK Financial Link）：2014年11月17日至2015年12月30日逢港股交易日13:00-13:10播出
- 《財經報道》（Financial Report）：2008年11月11日至2015年12月31日逢港股交易日12:30-12:40播出（2012年1月3日前名為《財經新聞》）
- 《周末闖蕩》（Around Town This Weekend）：逢星期五19:25、星期六09:55首播，星期五21:22、22:25、星期六12:25、15:25、21:25重播當日內容
（無綫新聞網站「本港新聞」分類提供網上重溫）
- 《周六搜記》（Saturday Fun）：2015年6月6日至2016年7月30日逢星期六10:55首播，當日14:55、16:55、21:55重播（無綫新聞網站「新聞關注」分類提供網上重溫（页面存档备份，存于））
- 《世界零距離III》（Big Big World III）：2016年5月30日至9月16日逢星期一至五11:25首播，當日16:25、19:25、23:25重播；星期六、日16:25、19:25、23:25、深夜03:25及深夜05:55重播一週內容。（myTV及無綫新聞網站「專題節目」分類提供網上重溫（页面存档备份，存于））
- 《癌症系列》（Medi Info Cancer）：2016年10月31日至12月9日逢星期一至五12:30首播，當日14:30、18:30、20:30重播（無綫新聞網站「專題節目」分類提供網上重溫（页面存档备份，存于）；節目由泰山公德會特約）
- 《世界觀》（Global View）：2015年12月6日[2]至2017年1月8日逢星期日14:30-14:45首播，當日17:30-17:45、21:30-21:45、翌日01:15-01:30重播。
（myTV及無綫新聞網站「專題節目」分類提供（页面存档备份，存于））
- 《滬港快訊》（SHHK Market Update）：2014年11月17日至2015年12月31日滬港通交易日10:00、15:30播出，2016年4月18日起逢滬港通交易日10:00、15:20。
- 《講清講楚》（On the Record）：2012年7月7日至2017年8月6日逢星期六、日09:00-09:30首播，當日13:30-14:00及深夜01:30-02:00重播
（myTV Super及無綫新聞網站「專題節目」分類提供（页面存档备份，存于）） ，並於2017年8月13日改於翡翠台播出。
- 《新絲路‧一一帶路》（Belt and Road Initiative）2017年5月8日至7月28日逢星期一至五09:55首播[3]，當日15:55、18:55、22:55重播（無綫新聞網站「專題節目」分類提供（页面存档备份，存于））
- 《一路走來半世紀》（Hong Kong 50 Years）：2017年9月18日至12月22日逢星期一至日12:55首播，當日16:55、18:55、22:55、星期一至五20:50、星期六及日深夜02:25重播。（無綫新聞網站「專題節目」分類提供（页面存档备份，存于））
- 《癌症系列2》（Medi Info Cancer II）：2017年10月7日至12月31日逢星期六、日11:30首播，當日15:30、18:30、20:30及深夜01:25重播。（無綫新聞網站「專題節目」分類提供（页面存档备份，存于））
- 《世界天氣預報》（World Weather Forecast）：2012年6月30日至2018年1月7日，每日21:25-21:27。
- 《長命百二歲》（As Long as You Live）：2018年3月19日至6月8日逢星期一至五10:25首播，當日12:50、15:50、18:50及21:50重播；星期六、日10:25、12:50、15:50、18:50及21:50分別重播一週內容。（無綫新聞網站「專題節目」分類提供（页面存档备份，存于））
- 《細看大灣區》（Focus: The Greater Bay Area）：2018年6月4日至6月29日逢星期一至五10:20首播，當日14:55、17:20及20:50、深夜00:55；星期六、日10:20、14:50、17:15及深夜01:55、03:55分別重播一週內容。（無綫新聞網站「專題節目」分類提供（页面存档备份，存于））
- 《細看大灣區II》（The Greater Bay Area II）：2018年8月6日至8月31日逢星期一至五10:20首播，當日14:55、17:20及20:50、深夜00:55；星期六、日10:20、14:50、17:15、深夜01:55、03:55。（無綫新聞網站「專題節目」分類提供（页面存档备份，存于））
- 《長命百二歲II》（As Long as You Live II）：2018年9月17日至2018年12月7日逢星期一至五10:25首播，當日12:50、15:50、18:50及21:50重播；星期六、日10:25、12:50、15:50、18:50及21:50分別重播一週內容。（無綫新聞網站「專題節目」分類提供（页面存档备份，存于））
- 《癌症系列III》（Medi Info Cancer III）：2018年10月6日至12月30日逢星期六、日11:55首播，當日14:50、17:55、21:25、23:10及深夜01:10重播。（無綫新聞網站「專題節目」分類提供（页面存档备份，存于））
- 《瞬間看地球》（Earth Live）：2003年10月13日至2022年3月31日 星期一至五06:25、07:25、08:25、08:55、12:40、23:59、星期六06:25、07:25、08:25、08:55、13:25、23:59、
星期日06:55、07:25、07:55、13:25、23:59
- 《星期日香港早晨》（Sunday Good Morning Hong Kong）：星期日06:00-09:00。

### 特備節目
（除粗體字的節目外，其餘為環節節目）
- 《民調通識》
- 《中共十八大》
- 《預算案多面睇》（A Closer Look - Budget）：2013年2月27日21:00-22:00播映
- 《滬港通通識》（SHHK Files）：2014年9月22日至10月17日逢星期一至五09:35／09:40（公眾假期）首播，當日14:55、17:25、22:40重播，共20集（節目由國泰君安國際控股有限公司特約）
- 《2014難忘記》（The Memorable 2014）：2014年12月20日至12月31日11:40、14:40、17:40、21:40、22:40播出（無綫新聞網站「專題節目」分類提供（页面存档备份，存于））
- 《流感問與答》（Influenza Q&A）：2015年2月9日至13日、16日至27日17:55首播，部份新聞時段後重播（無綫新聞網站「新聞關注」分類提供（页面存档备份，存于））

#### 大型運動會精華
- 《2011世界大學生運動會》：2011年8月13日至23日逢星期一至六13:30-13:45、星期日14:30-14:45、每日19:30-19:45、22:30-22:45，共33集
- 2013年洲際國家盃精華片段重溫（相關節目無綫新聞網站「新聞關注」分類提供（页面存档备份，存于））
  - 《FIFA 洲際國家盃直擊》（FIFA Confederation. Cup Highlights）：2013年6月16日、18日、23日、24日、27日及28日03:55、04:55及05:25、
6月17日、20日、21日03:55、04:55、05:25、06:55、07:55及08:25、7月1日00:55、01:55、02:25、06:55、07:25、07:55及08:25播出
  - 《FIFA 洲際國家盃精華》（FIFA Confederation. Cup Wrap）：2013年6月16日至18日、20日、21日、23日、24日、27日、28日及7月1日
06:20、09:50、11:50、15:50及17:50播出
  - 《FIFA 洲際國家盃多面睇》（FIFA Confederation. Cup - A Closer Look）：2013年6月16日至18日、20日、21日、23日、24日、27日、28日及7月1日
19:20、20:20及21:20播出
- 2013年世青盃精華片段重溫（相關節目無綫新聞網站「新聞關注」分類提供（页面存档备份，存于））
  - 《FIFA 世青盃精華》（FIFA U20 World Cup Wrap）：2013年6月22日至30日、7月3日、4日、7日、8日、11日、14日05:50、10:50、12:50、14:20及16:50播出
  - 《FIFA 世青盃直擊》（FIFA U20 World Cup Highlights）：2013年7月6日、7日、10日、13日23:55、7月7日、8日00:55、02:55、03:55及04:25、
7月11日00:55、01:25、02:55、03:55、04:25、7月14日00:55、02:25、02:55、03:25、03:55、04:25播出
  - 《FIFA 世青盃多面睇》（FIFA U20 World - A Closer Look）：2013年7月7日、8日、11日及14日19:20、20:20及21:20播出
- 第十二屆全運會精華片段重溫（相關節目無綫新聞網站「新聞關注」分類提供（页面存档备份，存于））
  - 《全運會焦點》（12th National Games Focus）：2013年8月31日至9月12日19:20、21:20播出
  - 《全運會多面睇》（12th National Games Wrap）：2013年9月1日至13日星期日、一凌晨03:20、05:20及星期二至六凌晨03:05、05:05播出（重播前一晚於翡翠台《晚間新聞》後播出的有關節目）
  - 《全運會戰報》（12th National Games Highlights）：2013年9月1日至13日08:55與翡翠台聯播
- 2014年冬季奧運會精華片段重溫（相關節目無綫新聞網站「新聞關注」分類提供（页面存档备份，存于））
  - 《冬奧直擊》（Olympic Winter Games Highlights）：2014年2月8日至24日20:20播出
  - 《冬奧精華》（Olympic Winter Games Wrap）：2014年2月8日至24日22:20播出
- 2014年世界盃前哨節目及精華片段重溫
  - 《球星逐個捉》（World Cup Soccer Stars）：2014年4月14日至5月7日13:28首播，當日15:28、17:28、19:25、21:28及深夜00:25重播，共24集
（無綫新聞網站「新聞關注」分類提供（页面存档备份，存于））
  - 《進軍巴西》（Road to Brazil）：2014年5月8日至6月12日13:28首播，當日15:28、17:28、19:25、21:28及深夜00:25重播，共36集
（無綫新聞網站「新聞關注」分類提供（页面存档备份，存于））
  - 《點睇世界盃》（The Winning Team）：2014年5月12日至6月12日14:28首播，當日16:28、18:28、22:28及深夜01:25重播，共32集
（無綫新聞網站「新聞關注」分類提供（页面存档备份，存于））
  - 《FIFA世界盃直擊》（FIFA World Cup Highlights）：2014年6月13日、7月9日、10日、13日04:55、05:55、06:25、
6月14日、16日至23日00:55、01:55、02:25、03:55、04:55、05:25、06:55、07:55、08:25、
6月15日00:55、01:55、02:25、03:55、04:55、05:25、06:55、07:55、08:25、09:55、10:55、11:25、
6月24日至27日、29日至7月2日、5日、6日00:55、01:55、02:25、04:55、05:55、06:25、
7月14日03:55、04:55、05:25播出（每半場完結後即時播映及全場完結後半小時播映）
（無綫新聞網站「新聞關注」分類提供（页面存档备份，存于））
  - 《FIFA 世界盃精華》（FIFA World Cup Wrap）：2014年6月13日至6月27日、6月29日至7月2日、5日至6日、9日至10日、13日至14日07:25、09:25、11:50、15:25、17:20播出（節目由UA亞洲聯合財務特約）
（無綫新聞網站「新聞關注」分類提供（页面存档备份，存于））
  - 《FIFA世界盃多面睇》（FIFA World Cup - A Closer Look）：2014年6月13日至6月27日、6月29日至7月2日、5日至6日、9日至10日、13日至14日19:20、20:20、21:20播出
（無綫新聞網站「新聞關注」分類提供（页面存档备份，存于））
  - 《球賽分析》（Match Analysis）：2014年6月13日至6月27日、6月29日至7月2日、5日至6日、9日至10日、13日至14日13:25、14:55、21:55、23:55播出
（無綫新聞網站「新聞關注」分類提供（页面存档备份，存于））
- 《FINA跳水世界盃2014精華》（FINA Diving World Cup Wrap）：2014年7月16日至20日17:25、18:25、19:25、21:55、22:55播出
（無綫新聞網站「新聞關注」分類提供（页面存档备份，存于））
- 2014年青年奧運會精華片段重溫
  - 《南京青年奧運會 - 快訊》（Nanjing 2014 YOG - Update）：2014年8月17日至28日13:25播出
  - 《南京青年奧運會 - 戰報》（Nanjing 2014 YOG - Wrap）：2014年8月17日至28日19:25播出（無綫新聞網站「新聞關注」分類提供（页面存档备份，存于））
  - 《南京青年奧運會 - 精華》（Nanjing 2014 YOG - Highlights）：2014年8月17日至28日22:25播出（無綫新聞網站「新聞關注」分類提供（页面存档备份，存于））
- 2016年里約奧運前哨節目及精華片段重溫
  - 《奧運通識》（Olympics Files）：2016年6月16日至7月12日13:55首播，當日15:55、17:55、20:25重播（無綫新聞網站「專題節目」分類提供（页面存档备份，存于））
  - 《奧運齊齊睇》（Olympics Snaps）：2016年7月13日至26日逢星期一至五13:55首播，當日15:55、17:55、20:25重播，逢星期六、日15:55首播，當日18:55、20:25、翌日03:25重播（無綫新聞網站「專題節目」分類提供（页面存档备份，存于））
  - 《進軍里約》（Road to Rio）：2016年7月27日至8月5日逢星期一至五13:55首播，當日15:55、17:55、20:25重播，逢星期六、日15:55首播，當日18:55、20:25、翌日03:25重播（無綫新聞網站「專題節目」分類提供（页面存档备份，存于））
  - 《奧運多面睇》（Olympics - A Closer Look）：2016年8月6日至22日17:50、18:50播出（MyTV提供網上重溫）
  - 《奧運精華》（Olympics - Highlights）：2016年8月6日至22日15:55、20:55至翌日16:55每小時逢55分播出（節目由中國人壽（海外）呈獻）
- 2018年平昌冬奧精華片段重溫[4]（無綫新聞網站「新聞關注」分類提供（页面存档备份，存于））
  - 《（页面存档备份，存于）》：2018年2月9日至25日22:00-22:10
  - 《冬奧精華》（Olympic Winter Games Pyeongchang 2018 - Highlights）：2018年2月10日至25日11:20、13:20、15:20、17:20、20:20、21:20。

#### 選舉系列
- 《區議會選舉 候選人政綱》
- 《選舉委員會選舉》
- 《2012 立法會選舉論壇》
  - 區議會（第二）界別：2012年8月18日凌晨01:30-02:30錄播
  - 九龍東選區：2012年8月18日15:00-16:00錄播
  - 九龍西選區：2012年8月19日15:00-16:00錄播
  - 新界西選區：2012年8月25日15:00-17:00錄播
  - 新界東選區：2012年8月26日15:00-17:15錄播
  - 香港島選區：2012年9月1日15:00-16:45錄播
- 《立法會地方選區候選人簡介》：2012年9月3日至8日部份新聞時段後，共26集
- 《立法會通識》：2012年8月20日至24日、27日至31日、9月3日部份新聞時段後，共11集
- 《美國大選通識》
- 《新界東補選論壇》：2016年2月26日00:00-01:30錄播
- 《選舉通識》：2016年8月30日至9月2日播出
- 《美國總統大選》：2016年10月30日起播出

曾在翡翠台播出之一分鐘贊助節目
- 《強積金自由「供」略》：2012年12月24日至2013年1月7日部份新聞時段後，非新聞部製作
- 《金融糾紛調解中心特約：助你排難解紛》：2013年7月8日至12日22:55播出，共5集，非新聞部製作

### 港台節目
為配合香港電台增加非黃金時段電視播放時間的安排，由2010年11月6日起，無綫新聞台開始在週末18:00–18:30播放港台電視節目（但不包括電視劇及綜合節目），逢星期六播放新聞摘要節目《時事摘錄》，而星期日則重播以往節目（如《原來錢作怪》）。而這成為無綫新聞台首次有不同步TVB新聞台的常規節目。由2011年1月30日起，無綫新聞台改為逢星期日13:30–14:00重播《議事論事》，18:00–18:30則恢復播放《新聞報道》。立法會休會期間，原《議事論事》時段則安排重播《鏗鏘集》。由2012年3月10日起，無綫新聞台停止播放所有港台節目。
播放港台節目時，畫面上仍會顯示新聞短訊列和天氣列，而港台標誌則置於天氣列下方。

## 海外播放
TVB新聞台除了在香港收看之外，也可在TVB Anywhere平台（前澳洲翡翠互動電視、歐洲無綫衛星台多頻道廣播）收看。該頻道於2010年6月1日在歐洲無綫衞星台的New 5 全新多頻道開始啟播。
此外，報道一些有版權限制的項目時，畫面會被遮蓋，只播出聲音內容。

## 主播列表

### 已轉職主播
- 葉芷樺（港聞組記者及主播）
- 黎在山（港聞組記者及主播）
- 盤翠瑩（專題組記者兼翡翠台主播）

### 已離職主播
- 王春媚（前有線新聞總主播）
- 陳家珍（甜品製師）
- 劉紫鳳（鳳凰衛視粵語新聞主播）
- 吳嘉佩（有線新聞專題記者）
- 黃穎嘉（前有線新聞高級主播）
- 張婉玲（中電集團市場策略總監）
- 余嘉敏（商務及經濟發展局）
- 張鷺玲（香港數碼廣播電台）
- 曾詠珊（前鳳凰衛視香港台粵語主播，現於澳門工作）
- 徐蕙儀（前now TV財經資訊部總主播）
- 林燕玲（鳳凰衛視）
- 盧雪穎（醫院管理局）
- 劉銘欣（now TV財經資訊部副總主播）
- 嚴劍豪（有線新聞港聞組總採訪主任）
- 周兆麟（廉政公署）
- 張頌恩（機場管理局公關）
- 趙海珠（奇妙電視藝人、前法國巴黎銀行零售衍生工具部聯席董事、恆基兆業營業（二）部高級經理）
- 余奕彤（香港警務處）
- 陳逸翹（索尼音樂娛樂香港有限公司公關人員）
- 蔡志心（環球唱片有限公司任首席助理公共傳訊及推廣主任）
- 蔡誌恩（模特兒、藝員、主持）
- 李偉詩（山頂纜車公關）
- 陳禛彌（曾轉職到爽報和香港電台）
- 馬秀荃（前Now新聞台、商台記者、有線新聞主播）
- 黃綽恩（鳳凰衛視普通話外電新聞記者）
- 黃紫盈（藝人）
- 潘建都（升學）
- 高芳婷（學生）
- 蔡雪瑩（新鴻基金融集團銷售員）
- 陳美茵（網絡新聞平台）
- 劉芷欣（機場管理局）
- 周嘉儀（華盛證券市場部總監）
- 方健儀（藝人，主持，司儀，大學教授）
- 黃德如（作家，中醫師）
- 葉昇瓚（亞洲公關有限公司公關經理）
- 姚雋彥（香港電台）
- 黃麗幗（海通國際股票衍生產品銷售助理副總裁）
- 陳逸雅（升學）
- 余浩宗（自由身）
- 林小珍（奇妙電視藝人）
- 盧卓瑤（鳳凰衛視）
- 鄭萃雯（香港職業訓練局）
- 駱文捷（公關）
- 吳璟儁（政制及內地事務局局長政治助理）
- 王凱晴（now新聞台高級主播）
- 羅若安（現已經離職）
- 陳嘉倩（自由身）
- 羅鈺文（香港電台）
- 張家蒨（現已經離職）
- 嚴俏婷（前有線新聞財經記者及主持）
- 李朗怡（香港電台）
- 鄭伊善（現已經離職）
- 黃德藍（現已經離職）
- 金 盈（自由工作者）
- 梁凱寧（香港電台）
- 張文采（現已經離職）
- 陳佩霞（現已經離職）
- 李穎琳（現已經離職）
- 王俊彥（移民至英國）
- 簡惠宜（現已經離職）
- 賴凱靖（現已經離職）
- 何駿彥（升學）
- 林可瑩（now新聞台高級主播）
- 李文欣（加拿大OMNI NEWS主播）
- 容家耀（回歸無綫新聞台高級主播）
- 袁思行（有線新聞高級主播）
- 鄧文瀚（司儀的工作）
- 馬琛沂（加拿大OMNI NEWS主播）
- 張庭瑜（現已經離職）
- 蕭梓恒（中銀香港工作）
- 李慧怡（現已經離職）
- 袁沅玉（自由身）
- 麥詩敏（自由身）
- 徐俊逸（有線新聞主播）
- 李曉欣（現已經離職）
- 文宇軒（港協暨奧委會工作）
- 胡朗軒（now新聞台高級主播）
- 關可為（現已經離職）
- 李澤浩（現已經離職）
- 賴君蕊（now新聞台高級主播）
- 黃 珊（現已經離職）